# Kchang-si
Kchang-si (čínsky 康熙, pchin-jin Kāngxī; 4. května 1654 – 20. prosince 1722) byl třetí císař mandžuské dynastie Čching a druhý císař této dynastie, který vládl nad Čínou.

## Vláda
Kchang-si vládl od 18. února 1661 do 20. prosince 1722. Vládl víc než 61 let a je tak nejdéle vládnoucím čínským císařem v historii. Za jeho vlády došlo k upevnění mandžuské moci nad Čínou, podmanění Vnějšího Mongolska a uzavření Něrčinské smlouvy s Ruským impériem.